# Associació Oriental

Membres de l'Associació Oriental de la Unió Europea.

L'Associació Oriental (EaP) és una iniciativa conjunta del Servei Europeu d'Acció Exterior de la Unió Europea (UE) juntament amb la UE, els seus estats membres i sis socis d'Europa de l'Est que regeixen la relació de la UE amb els estats postsoviètics d'Armènia. Belarús, Moldàvia, Ucraïna, l'Azerbaidjan, Armènia i Geòrgia. L'EaP pretén oferir un fòrum per a debats sobre comerç, estratègia econòmica, acords de viatges i altres qüestions entre la UE i els seus veïns d'Europa de l'Est. També pretén construir una àrea comuna de valors compartits de democràcia, prosperitat, estabilitat i una major cooperació. El projecte va ser iniciat per Polònia i es va preparar una proposta posterior en cooperació amb Suècia. Va ser presentat pels ministres d'Afers Exteriors de Polònia i Suècia al Consell d'Afers Generals i Relacions Exteriors de la UE a Brussel·les el 26 de maig de 2008. L'Associació Oriental va ser inaugurada per la Unió Europea a Praga, República Txeca, el 7 de maig de 2009.
La primera reunió de ministres d'Afers Exteriors en el marc de l'Associació Oriental es va celebrar el 8 de desembre de 2009 a Brussel·les.